# Lục Vinh Đình

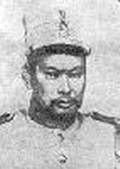

Lục Vinh Đình (giản thể: 陆荣廷; phồn thể: 陸榮廷; bính âm: Lù Róngtíng) (1856 - 1927) sinh tại Vũ Minh, Quảng Tây, Trung Hoa ( có thông tin khác cho rằng ông sinh tại Vĩnh Hưng, Hồ Nam ). Vốn xuất thân thổ phỉ, Lục trở thành tướng nhà Thanh tại Quảng Tây và trấn áp Khởi nghĩa Trấn Nam Quan (nay là Hữu Nghị Quan) trên biên giới Việt-Trung tại Bằng Tường, Quảng Tây do Tôn Dật Tiên và Hoàng Hưng lãnh đạo.
Tuy nhiên, khi Quảng Tây tuyên bố độc lập ngày 11 tháng 9 năm 1911, Cựu Tổng đốc nhà Thanh, Thẩm Bỉnh Khôn, trở thành thủ lĩnh khởi nghĩa, Lục Vinh Đình làm Phó tổng đốc, và Nghị hội Quảng Tây do nhà Mãn Thanh lập ra trở thành nghị hội cấp tỉnh của chính quyền mới. Không lâu sau, Lục lật đổ Thẩm Bỉnh Khôn sau khi thành lập Chính phủ Quân sự Cách mạng Quảng Tây và lên làm Đốc quân từ năm 1912 - 1916, và kiêm nhiệm Tỉnh trưởng tới năm 1913. Lục lập nên Cựu Quế hệ, nắm chắc quyền cai trị Quảng Tây tới năm 1921, dựa trên những mối quan hệ gia đình và bằng hữu từ khi ông còn là tướng nhà Thanh.
Lục Vinh Đình, dù xuất thân thổ phỉ, được cho là đã xây dựng một chính quyền tốt cho nhân dân Quảng Tây. Ông tiến hành một chiến dịch chống thuốc phiện, dù việc đó khiến chính phủ của ông mất đi một nguồn thu nhập chủ yếu, về sau được những người kế nhiệm khai thác triệt để. Thuế đất cũng là nguồn thu nhập chủ yếu. Những loại thuế đất này lại được tăng đáng kể so với thời nhà Thanh, và được hạ thấp đáng kể dưới thời những chính quyền sau này.
Trong cuộc khủng hoảng khi Trung Hoa đi từ chế độ Dân Quốc của Tôn Dật Tiên đến nền độc tài của Viên Thế Khải, Lục cố gắng tránh những cuộc xung đột và không chống đối Viên Thế Khải tới cuối năm 1916, khi các tỉnh phía Nam lại tuyên bố độc lập và tổ chức Hộ quốc quân. Lục chiếm Quảng Đông rồi làm Đốc quân tỉnh này từ năm 1916 - 1917, trong khi quân cách mạng Quảng Đông đi đánh Viên. Cái chết của Viên và những sự kiện sau đó rút ngắn chiến tranh, và tăng cường quyền lực của Lục ở phương Nam. Năm 1917, ông được Chính phủ Dân Quốc bổ nhiệm làm Tỉnh trưởng Quảng Tây và Quảng Đông, trở thành quân phiệt quan trọng nhất phương Nam, và có lẽ chỉ có đối thủ duy nhất là Thái Ngạc, đã lập căn cứ địa riêng tại Vân Nam sau khi rời Quảng Tây. Một trong những đồng minh quan trọng nhất của Lục ở Quảng Đông là quân phiệt địa phương Sầm Xuân Huyên.
Khi Tôn Dật Tiên cố gắng xây dựng căn cứ địa tại Quảng Đông năm 1917, Lục, cách xa khỏi căn cứ địa Quảng Tây, do dự ủng hộ Tôn trong vài năm tới khi Tôn Dật Tiên xung đột với phe Quảng Tây về việc phân chia lực lượng cho các tư lệnh. Tôn định lấy một vài đơn vị thuộc quyền Sầm Xuân Huyên cho viên quân phiệt Trần Quýnh Minh trung thành hơn, vốn từng tài trợ cho Tôn trở về Quảng Đông.
Năm 1920, Trần đánh đuổi Lục Vinh Đình và thế lực Quảng Tây khỏi Quảng Đông, trong Chiến tranh Việt-Quế lần thứ nhất. Năm 1921, Trần tấn công Quảng Tây, khởi đầu Chiến tranh Việt-Quế lần thứ 2. Lục gửi hai thê đội, một dưới quyền em vợ là Đàm Hạo Minh, cánh kia dưới quyền Thẩm Hồng Anh, tiến vào Quảng Đông, đánh lui quân Quảng Đông và chiếm được Tần Châu, Liên Châu. Nhưng trung lộ quân tại Ngô Châu, dưới quyền Trần Bỉnh Côn sụp đổ và Trần Quýnh Minh theo đường sông tiến lên trong khi đồng minh của họ tiến xuống từ hướng Bắc, buộc Lục Vinh Đình phải từ chức vào tháng 7 năm 1921, đến tháng 8, Trần chiếm được Nam Ninh và toàn bộ Quảng Tây. Khi Tôn Dật Tiên được tiến cử làm Đại nguyên soái trong Chính phủ quân sự Quảng Châu, Lục Vinh Đình được thăng lên Nguyên soái.
Trần Quýnh Minh và quân Quảng Đông chiếm đóng Quảng Tây tới tháng 4 năm 1922. Họ chỉ chiếm đóng trên danh nghĩa vì những nhóm vũ trang Quảng Tây lại tập trung dưới quyền những viên tư lệnh địa phương, tự gọi là Tự vệ quân. Tôn Dật Tiên và Trần Quýnh Minh sớm chia rẽ trên vấn đề tiếp tục Chiến tranh Bắc phạt. Tôn muốn tiếp tục cuộc chiến đã bắt đầu với chiếm đóng Quảng Tây, và muốn Trần tiến vào Hồ Nam. Tuy nhiên, Trần vốn chỉ muốn thống trị Quảng Đông; sau khi Trực hệ ở Bắc Kinh công nhận quyền lực của y ở phía Nam, Trần bỏ rơi Tôn Dật Tiên. Tháng 5 năm 1922, quân Quảng Đông rút hết khỏi Quảng Tây.
Được Ngô Bội Phu và Trực hệ ủng hộ, Lục trở về Quảng Tây năm 1923 và cố gắng xây dựng lại lực lượng. Ông nhanh chóng kiểm soát khu vực phía Nam giàu nhân lực, nhưng tình thế đã thay đổi và ông không thể tái lập được liên minh chính trị của mình. Trong số những sĩ quan trẻ từng được đào tạo trong các trường quân sự sau Cách mạng 1911, có một khuynh hướng thiên về sử dụng những chiến thuật quân sự, vũ khí và phương thức chính trị kiểu hiện đại. Mùa xuân năm 1924, một nhóm ba người, Hoàng Thiệu Hoành, Bạch Sùng Hy và Lý Tông Nhân, lập nên Tân Quế hệ và Quảng Tây Bình định quân được trang bị tốt, sử dụng lợi nhuận từ thuốc phiện. Tháng 8, họ đánh bại Lục Vinh Đình và đuổi hết những thế lực quân phiệt khác khỏi Quảng Tây. Lục Vinh Đình không bao giờ trở về được và chết năm 1927 tại Tô Châu, Giang Tô.